# Creu de terme (Torre-serona)
La Creu de terme és una obra de Torre-serona (Segrià) inclosa a l'Inventari del Patrimoni Arquitectònic de Catalunya.

## Descripció
Creu de terme de basament octogonal, pilar i capitell, coronada per una creu barroca, ben treballada. El seu emplaçament s'ha vist afectat per una casa cantonera, demanant un canvi de la seva posició. Aquesta es troba influïda per estar al costat de la carretera comarcal de Lleida.